# Popular Electronics
Popular Electronics foi uma revista publicada nos Estados Unidos. Começou a ser publicada pela editora Ziff-Davis Co. em outubro de 1954, voltada a estudantes e hobbystas. Circulou até janeiro de 2003, com o nome de Poptronics.

## História

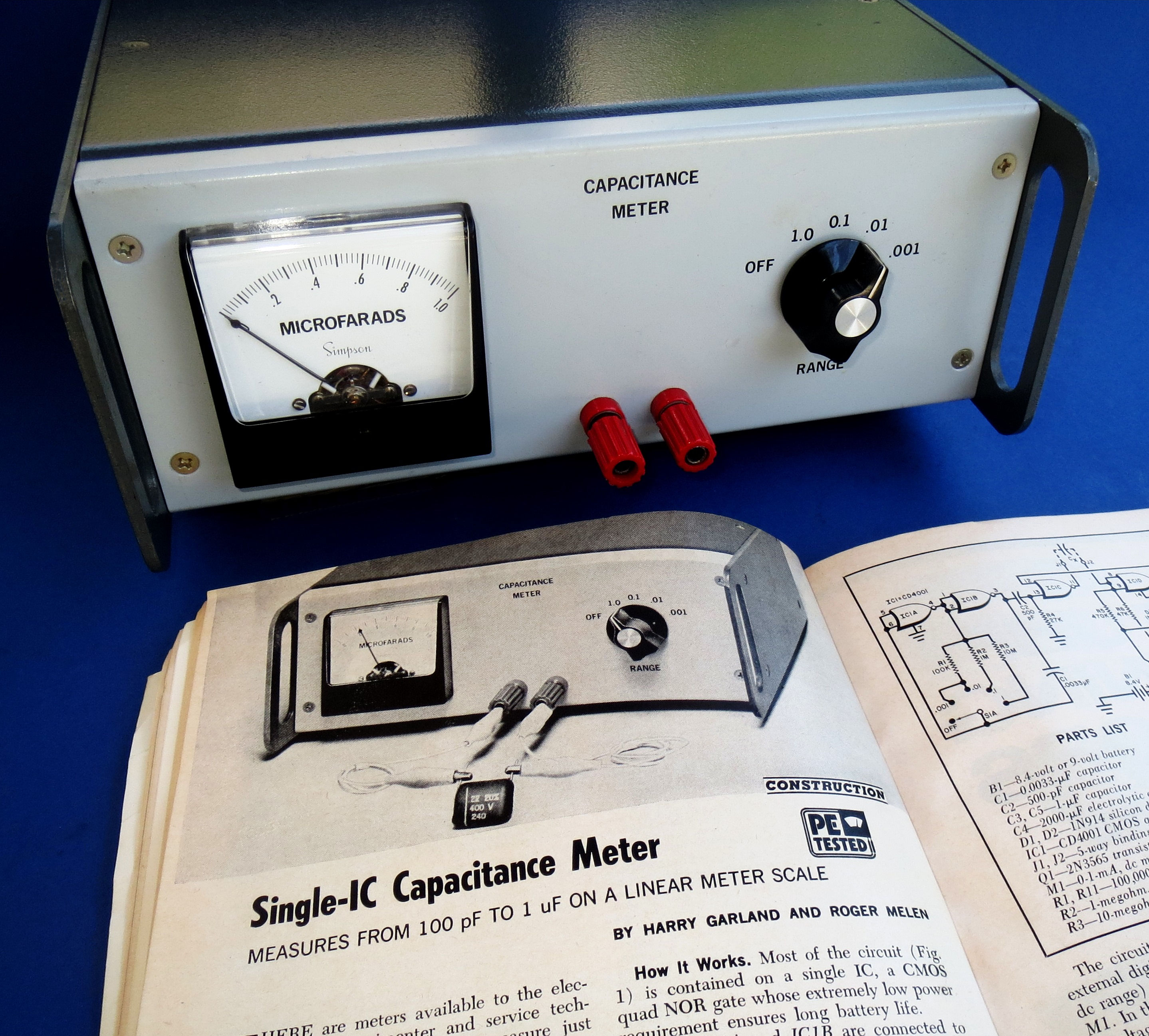
Capacímetro publicado em Popular Electronics (fevereiro de 1974).

Inicialmente a editora Radcraft Publications de Hugo Gernsback detinha a marca registrada da Popular Electronics, que foi usada na revista Radio-Craft entre 1943e 1948.Então, a Ziff-Davis comprou a marca e a lançou em outubro de 1954.
As primeiras edições da revista ofereciam projetos construídos do zero, ou seja, as peças individuais ou conjuntos eram compradas em lojas de eletrônicos ou por correspondência (reembolso postal).
A edição de abril de 1955 ensinava a fazer um theremin, um dos primeiros instrumentos musicais eletrônicos do mundo.Usado largamente em trilhas sonoras de filmes de ficção científica, o theremin pode ser ouvido também na canção Good Vibrations, um dos sucessos dos Beach Boys.
Em maio de 1956, a revista ganhou sua versão em português com o mesmo layout e aparência, a Eletrônica Popular, traduzida pela Antenna, uma das pioneiras do gênero no Brasil.Essa versão durou até abril de 1967, quando por ocasião do término do contrato com a editora norte-americana, ela passou a se dedicar ao radioamadorismo e à faixa do cidadão.
Sua edição mais famosa é a de janeiro de 1975, que destacava na capa o computador Altair 8800 e iniciou a revolução do computador doméstico. Paul Allen mostrou a revista para Bill Gates. Eles elaboraram o programa BASIC para o computador Altair e deram início à Microsoft.
Posteriormente o título foi vendido para a Gernsback Publications e sua revista Hands on Electronics foi renomeada para Popular Electronics em fevereiro de 1989. Esta versão foi publicada até ser fundida com a Electronics Now para se tornar Poptronics em janeiro de 2000.Sua última edição foi lançada  em janeiro de 2003.